# Anthony Fantano
Anthony Fantano (ur. 28 października 1985 w Connecticut) – amerykański dziennikarz i recenzent muzyczny, prowadzący na YouTube autorski kanał recenzencki, The Needle Drop.

## Życiorys i działalność

### Początki
Anthony Fantano urodził się w Connecticut. Jego rodzice rozwiedli się, gdy był młody. Często się przeprowadzał słuchając radia podczas jazdy samochodem między domami rodziców. Jako nastolatek zamieszkał w Wolcott. Jego gust muzyczny był kształtowany przez przyjaciół, z którymi odwiedzał lokalne sklepy płytowe i wymieniał się plikami MP3, pobieranymi z ówczesnych witryn do udostępniania plików, takich jak Napster i Kazaa. W latach młodzieńczych zainteresował się nu metalem, a następnie  klasycznym rockiem, punkiem i wczesnym hip-hopem. Gdy dostał się na Southern Connecticut State University, zaczął pracować w uczelnianej stacji radiowej. Studiował nauki polityczne, komunikację medialną i dziennikarstwo. Został kierownikiem muzycznym uczelnianej stacji radiowej. Pracując tam poznał wiele różnych stylów i poszerzając swoje gusta muzyczne.

### Działalność
W 2007 roku za pośrednictwem Connecticut Public Radio zaczął tworzyć podcasty, które z czasem stały się jego kanałem z ponad 350 tysiącami subskrybentów. Gdy w 2010 roku jego recenzja albumu Cosmogramma Flying Lotusa zaczęła pojawiać się w sekcji „Featured Videos” innych klipów tego artysty, potraktował to jako zachętę do dalszego prowadzenia kanału.

#### The Needle Drop

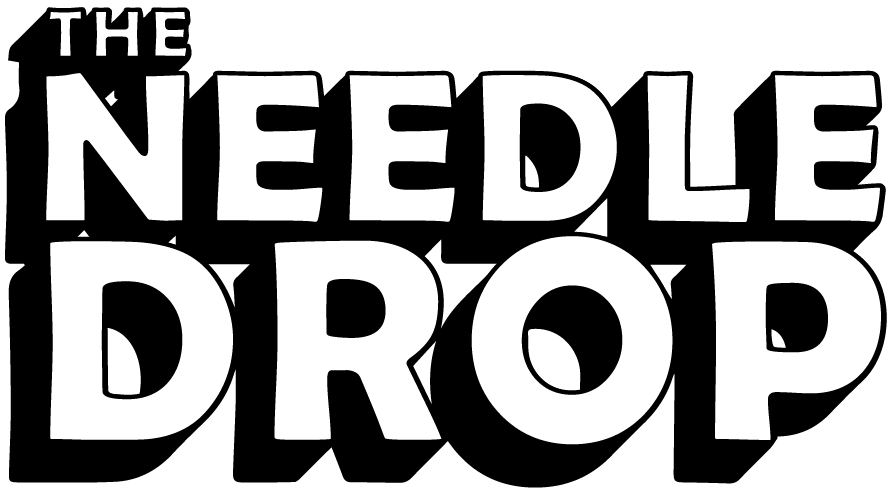
Logo serwisu

W 2009 roku uruchomił kanał The Needle Drop, na którym publikuje wszystkie swoje recenzje muzyczne, obejmujące różne gatunki, w tym rock, pop, elektronikę, metal, hip-hop i muzykę eksperymentalną. Pod koniec 2011 roku rozpoczął pracę nad The Needle Drop w pełnym wymiarze godzin. Logo strony TheNeedleDrop.com oraz jej projekt stworzył jego kolega, Juan Larrazabal. We wrześniu 2022 roku kanał Fantano osiągnął ponad 2.6 miliona subskrybentów i zanotował ponad 870 milionów wyświetleń, natomiast 2 kwietnia 2024 roku miał 2,83 miliona subskrybentów, 1 012 722 605 wyświetleń oraz 4409 opublikowanych filmów.
Filmy Fantano mają prosty format: autor mówi do kamery o piosenkach i płytach, podając kontekst i podkreślając rzeczy, które mu się podobały lub nie. Chcąc podkreślić niektóre ulotne cechy muzyki, często ucieka się do gestykulacji lub mimiki. Albumy lub konkretne utwory dobiera śledząc nowości wydawnicze i wybierając spośród nich te, które wzbudzają jego zainteresowanie. Po zrecenzowaniu albumu przyznaje mu na koniec ocenę, która miga na ekranie w postaci dużych, kreskówkowych liter. 
Fantano ocenia albumy i utwory w skali od 0 do 10 opatrując je komentarzem „light” („lekki”), „decent” („przyzwoity”) lub „strong” („mocny”). Do lipca 2025 roku tylko dziewięć albumów otrzymało od niego notę maksymalną (10):
| Artysta         | Album                       | Rok  | Przypis |
| --------------- | --------------------------- | ---- | ------- |
| Kendrick Lamar  | To Pimp a Butterfly         | 2012 | [ 7 ]   |
| Death Grips     | The Money Store             | 2014 | [ 7 ]   |
| Kids See Ghosts | Kids See Ghosts             | 2015 | [ 7 ]   |
| Swans           | To Be Kind                  | 2018 | [ 7 ]   |
| Daughters       | You Won't Get What You Want | 2018 | [ 7 ]   |
| Spelling        | The Turning Wheel           | 2021 | [ 7 ]   |
| Lingua Ingota   | Sinner Get Ready            | 2021 | [ 7 ]   |
| Charli XCX      | Brat                        | 2024 | [ 8 ]   |
| Clipse          | Let God Sort Em Out         | 2025 | [ 9 ]   |

Natomiast do lipca 2024 roku, osiem albumów otrzymało od niego najgorszą notę (0):
| Artysta                         | Album                       | Rok  | Przypis |
| ------------------------------- | --------------------------- | ---- | ------- |
| Lil B                           | I'm Gay (I'm Happy)         | 2011 | [ 11 ]  |
| Planningtorock                  | All Love's Legal            | 2014 | [ 12 ]  |
| Kid Cudi                        | Speedin' Bullet 2 Heaven    | 2015 | [ 13 ]  |
| Chance the Rapper               | The Big Day                 | 2019 | [ 13 ]  |
| Green Day                       | Father of All Motherfuckers | 2020 | [ 14 ]  |
| Tones and I                     | Welcome to the Mad House    | 2021 | [ 13 ]  |
| Ken Carson                      | X                           | 2022 | [ 15 ]  |
| Machine Gun Kelly i Trippie Red | Genre: Sadboy               | 2024 | [ 16 ]  |

25 października 2019 roku Fantano pod szyldem The Needle Drop opublikował kompilację charytatywną pod takim właśnie tytułem. Wpływy z jej sprzedaży zostały przeznaczone na wsparcie Immigrant Legal Resource Center, organizacji non-profit, której celem jest „ochrona i obrona podstawowych praw rodzin i społeczności imigrantów”. Znalazły się na nim utwory takich artystów jak: Open Mike Eagle, Oxbow, Polyphia, Xiu Xiu, HMLTD, Mark Kozelek oraz Cal Chuchesta (pod którym to pseudonimem ukrył się sam Fantano).

## Odbiór

### Nagrody
W 2011 roku otrzymał nagrodę O Music Awards MTV w kategorii: Beyond the Blog.

### Opinie
„Najciężej pracujący krytyk w show-biznesie” – Nick Veronin, Wired (2014)
„Wydaje się, że Fantano znalazł sposób na zarabianie na życie poprzez rozpowszechnianie własnej krytyki w erze online. To osiągnięcie. Ale dopóki nie zacznie umieszczać jej w języku pisanym, będę żył bez niej” – Robert Christgau (2019)
„Wpływowy ewangelista”, którego kanał czyni go „prawdopodobnie najpopularniejszym krytykiem muzycznym, jaki pozostał” – Joe Coscarelli, The New York Times (2020)

## Wykształcenie
Jest absolwentem Southern Connecticut State University w New Haven.

## Życie prywatne
Żonaty z Dominique Boxley. Chroni swoje życie prywatne przed dostępem mediów.